# Anna av Kleve
Anna av Kleve (tyska: Anna von Kleve, engelska: Anne of Cleves), född 28 juni eller 22 september 1515 i Düsseldorf i Berg, död 16 juli 1557 i Chelsea Manor i England, var drottning av England under 1540 som Henrik VIII:s fjärde fru. Hon var dotter till hertig Johan III av Kleve, som härskade över ett  hertigdöme vid Rhens nedre lopp, i nuvarande Tyskland, och Maria av Jülich-Berg. Tolv år gammal trolovades hon med den blivande Frans I av Lothringen, men trolovningen upphävdes 1535. Sedan Jane Seymour hade dött 1537, sökte Henrik VIII en ny hustru. Thomas Cromwell, kungens rådgivare, föreslog Anna för att kunna sluta ett förbund med Annas bror Vilhelm V av Kleve och därigenom skapa ett nätverk mot påven, Paulus III.
År 1539 sändes Hans Holbein den yngre för att avporträttera Anna för Henriks räkning, och det ledde till att Henrik friade. Äktenskapsfördraget undertecknades den 4 oktober samma år. Resan till England blev lång och mödosam, och försenad eftersom Annas far dött kort före, och detta föranlett att varken hennes mor eller bror kunde följa henne. När Henrik, vars tålamod på grund av förseningen brustit, slutligen fick träffa Anna var han inte alls nöjd med hennes utseende och uttryckte att det inte stämde med hans förväntningar.
Den 6 januari vigdes de ändå i Greenwich, men äktenskapet fullbordades aldrig. Hon förblev oskuld, trots att de ofta delade säng. Den besvikna konungen fick dock upp ögonen för en annan person: Katarina Howard. Hon tilldelades mark i april och fick ytterligare gåvor i maj. Omkring pingst framkom misstankar om att Katarina var gravid, vilket innebar att kungen fick bråttom att avsluta äktenskapet med Anna.
Cromwell arresterades den 10 juni. Den 24 juni transporterades Anna till Richmond Palace, förmodligen i tron att hon skulle få en semester, men den 25 juni anlände en delegation som förklarade att äktenskapet var ogiltigt. Den 6 juli hade äktenskapet upplösts, och den 9 juli antog parlamentet ett beslut som sade att äktenskapet mellan Henrik och Anna var ogiltigt. När Anna själv underrättat Vilhelm V om detta, betraktades äktenskapet som formellt upplöst, och Anna tilldelades ett antal egendomar på vilka hon bodde resten av sitt liv, tills hon dog den 16 juli 1557.

## Tidig levnad
Anna föddes i närheten av Düsseldorf år 1515.[A] Hon var andra dotter till Johan III av Kleve som dog 1538, och Maria av Jülich-Berg (1491–1543). De religiösa preferenserna i Annas familj visar samtidens splittring i fråga om religionen: Annas far var en moderat reformivrare som influerats av Erasmus av Rotterdam. Annas bror Vilhelm, som senare blev hertig av Kleve, var lutheran, medan Annas mor, hertiginnan Maria, ansågs vara en hängiven katolik. Hennes härstamning skulle ha betydelse då hon senare var påtänkt som Englands drottning. Hon var på sin fars sida släkt med Eleonora av Kastilien, gift med Edvard I, och på sin mors sida släkt med Edvard III:s drottning Filippa av Hainaut.
När Anna var tolv år, 1527, förlovades hon med Frans, den tioårige tronföljaren till hertigdömet Lothringen. Då kontrahenterna var mycket unga betraktades förlovningen som inofficiell, som de futura och inte de praesenti, och den upphävdes år 1535. Det faktum att hertigen av Kleve var i konflikt med kejsar Karl V innebar att man i England betraktade honom som en lämplig allierad efter freden i Nice. Förslaget att kungen efter Jane Seymours oväntade död 1537 skulle gifta sig med Anna för att ingå detta lämpliga politiska förbund påskyndades av kungens rådgivare Thomas Cromwell, när Henrik VIII 1538 på allvar började söka efter en ny hustru. 1539 hade en återförening mellan Karl V och Frans I, såväl som en förnyelse av Paulus III:s suspenderade avrättningsbulla mot Henrik, isolerat England. För att skapa ett nätverk mot påven bestämde han sig för att alliera sig med Vilhelm av Kleve.

## Henrik VIII:s frieri

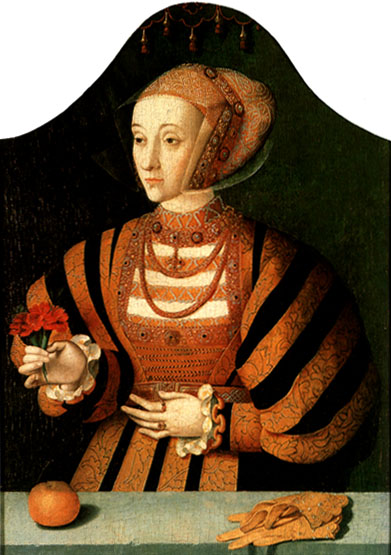
Ett samtida porträtt av Anna av Kleve förmodligen gjort av Barthel Bruyn i Köln. Av en röntgenundersökning har det framgått att det döljer sig en längre näsa under färgen.

Henrik VIII lät sig alltså övertalas av Thomas Cromwell att äktenskapet denna gång borde bygga på politiska skäl, för att få en allierad utomlands, samt för att kunna få ytterligare en arvinge. Ytterligare en anledning till att Henrik valde en utländsk gemål kan ha varit att han under de skilsmässokriser han genomgått efter tidigare äktenskap inte hade haft tid att söka sig utomlands. Efter Jane Seymours död var han för första gången sedan 1509 ensamstående på grund av naturliga orsaker, vilket kan ha gett honom anledning till att söka sig utanför sitt rike. Hovet var mycket angeläget om att Henrik VIII skulle få en ny drottning. Efter Janes död hade många av de 200 hovanställda fått gå från sina arbeten, och hovdamen Anne Basset uttryckte att "jag hoppas vid Gud att vi får en härskarinna inom kort".
En av de tilltänkta var Kristina av Oldenburg, änka efter hertigen av Milano och yngsta dotter till Kristian II, men hon tackade nej. Sökandet gick vidare, och bland de andra tänkbara kandidaterna fanns den franska kungens dotter  Marguerite, systrarna Marie, Louise och Renée av Guise och deras kusiner Marie av Vendôme och  Anne av Lorraine. Dessa föll igenom av olika anledningar. Marguerite blev trolovad med en annan, Louise och Marie av Guise gifte sig på annat håll, Renée blev nunna och Marie av Vendôme avled. Slutligen föll, i början av 1539, valet på Anna av Kleve. Henriks tidigare hustrur hade alla varit bildade (även om Jane Seymour i detta hänseende var underlägsen de två andra) med en förfinad förmåga att konversera, musicera och underhålla på det sätt som ansågs tilltalande vid ett renässanshov.
Anna kunde däremot varken läsa eller skriva på något annat språk än det hon talade, en plattysk dialekt som de själva kallade dietsch, och engelsmännen kallade dutch. Hon hade fått en ytlig utbildning med fokus på hushållssysslor, och saknade fullständigt de sociala och sofistikerade talanger som de tidigare drottningarna besuttit. Anna talade när äktenskapet ingicks inte heller engelska, vilket ytterligare försvårade för henne att göra ett gott intryck på Henrik. Trots Annas låga utbildningsgrad och brist på underhållande sällskapstalanger var det ingen vid Kleves hov som såg några problem, bortsett från att hennes mor Maria i några delar av korrespondensen uttryckte visst motstånd mot äktenskapet, och att det var med "motvilja som hon såg henne avresa". Från Henriks sida var det glädjande att Karl V irriterades över det planerade giftermålet.
Förhandlingarna fortgick, och Cromwell fick veta att "hon överglänser hertiginnan så som den gyllene solen överglänser den silverne månen" samt att "alla prisar de goda dygderna och ärbarheten, och blygsamheten som tydligt framgår av det allvarsamma i hennes ansikte". Henrik skickade 1539 iväg sin hovmålare, Hans Holbein d.y., på sin tredje resa för det fjärde äktenskapet, till Kleve. Han målade två porträtt av den 24-åriga prinsessan, och även av hennes syster Amalia som också hon var påtänkt som en möjlig kandidat. Henrik godkände porträttet av Anna och friade till henne. Giftermålet var en offensiv mot kejsaren, genom alliansen med Kleve. Den 4 oktober undertecknades äktenskapsfördraget.

## Färd till England
Annas färd till England diskuterades häftigt, med en otålig kung väntande i England. Eftersom hennes far hade dött kort före kunde varken hennes mor eller bror följa med på grund av hovsorgen, och hon tvingades därför resa ensam med sin svit. Färden gick från Düsseldorf via Kleve och Antwerpen, där 50 engelska köpmän mottog henne i "sammetsrockar och guldkedjor", trots det faktum att människorna i hennes svit fortfarande var sorgklädda. Hon färdades därefter till Gravelines för att nå engelsk mark den 11 december i Calais, där hon formellt mottogs av Arthur Plantagenet, 1:e viscount av Lisle. Hon träffade även Gregory Cromwell, Edward Seymour, 1:e earl av Hertford och Thomas Seymour samt Thomas Culpeper, som alla stod nära Henrik VIII.
Under tiden i Calais lärde hon sig att spela olika kortspel, framför allt piquet. Earlen av Southampton rapporterade att "hon spelade lika behagfullt och med så gott humör och sätt som jag någonsin sett hos någon adelsdam", vilket sågs som ett gott tecken. Vidare rapporterade han att hennes manér var såsom "en prinsessas". Färden från Calais blev dock försenad, och de avreste inte förrän 27 december till Deal i Kent, och Henrik, som hade väntat i Greenwich hela julen, började tappa tålamodet. Hon anlände till slut i Deal vid 5 på eftermiddagen den 27 december, eskorterad av 50 skepp. Hon fördes därifrån till Dover Castle, och vidare till Barham Downs, strax norr om Barham, Canterbury. Hon träffade där ärkebiskopen, som förde henne till Saint Augustine's Abbey, ett kloster som gjorts om till kungligt palats efter klosterupplösningen. Nästa anhalt blev Rochester där hon fördes till slottet.

### Första mötet med Henrik
Henriks tålamod hade vid det här laget brustit, och han for iväg mot Rochester för att träffa sin trolovade, och anlände på nyårsdagen. Anthony Browne skickades för att tala om för Anna att en gäst hade kommit för att överlämna en nyårsgåva. Tanken var att Henrik skulle möta henne förklädd, innan hon visste vem han var, för att sedan avslöja att han var kungen och hennes trolovade. Eustace Chapuys har beskrivit den scen som följde. Anna och hennes hushåll stod och såg på tjurfäktningen på borggården genom fönstren i hennes våning. Kungen kom sedan in i förklädnad och omfamnade och kysste henne och överlämnade sin nyårsgåva. Anna, som inte visste vem han var, sade inte många ord till honom utan vände sig ifrån honom för att fortsätta se på underhållningen genom fönstret. Då kungen märkte att hon ignorerade honom lämnade han rummet. Han tog sedan av sig sin förklädnad. När han återvände till rummet hälsades han av alla personer i rummet som en kung (hovfolket visste när det var meningen att de skulle känna igen kungen), och avslöjade sin identitet för Anna, något som gjorde henne "förbluffad". De ska sedan ha talat stillsamt en stund, innan Henrik avslutade mötet. Även Charles Wriothesley vittnade om Annas bristande intresse för Henrik.
Kungen uppgav senare att han så fort han såg henne greps av avsmak, och direkt efter mötet försökte han få giftermålet inställt. Lord Russell sa att "han aldrig hade sett Hans Höghet så förunderligt häpen och förbluffad som den gången". Henrik var inte heller behagad av Annas utseende när han såg henne i verkligheten. Anna å sin sida var uppenbart förvirrad. Hon talade inte ett ord engelska vid tillfället, men märkte av känslorna hos dem hon mötte. Henrik skall ha sagt till Cromwell när han lämnade Annas rum att "jag tycker inte om henne". Samtida har beskrivit henne som tämligen attraktiv snarare än ful, och historien om att Henrik skulle ha kallat henne en "flandrisk märr" har numera avvisats som apokryfisk. Henrik beklagade sig och sade att hon "...är inte alls så vacker som det har sagts". ("She is nothing so fair as she hath been reported.")
Det finns få skildringar av hur hon verkligen såg ut. Det porträtt som målades av henne inför det engelska giftermålet framställer henne inte som ful, och det målades av Holbein, som var anställd av Henrik VIII för att måla en sanningsenlig framställning av hans potentiella bruds utseende, och inte för att måla ett smickrande porträtt. Den franska ambassadören Charles de Marillac, som kan betraktas som en neutral källa eftersom Frankrike varken var för eller emot giftermålet, skrev att hon såg ut att vara omkring 30 (hon var 24), att hon var lång och mager, att hon hade ett "medelgott utseende med ett bestämt och resolut ansiktsuttryck", samt att det fanns "en karaktärsfasthet i hennes utseende som motvägde hennes brist på skönhet", något som stämmer med utsagan att "det allvarsamma i hennes ansikte" passade ihop med hennes blygsamhet.
Det tyska klädmodet torde ha spelat in i varför Anna av Kleve inte gav ett gott intryck. I Tyskland bar kvinnor vid denna tid stora tunga huvudbonader som dolde håret och skuggade ansiktet, och tygrika dräkter som dolde midja och figur och gav ett brett och otympligt intryck, medan adliga kvinnor i England bar lätta franska hättor som visade håret, och urringade figurnära klänningar som visade midja, figur, hals och axlar.  Det illustrerade skillnaden mellan Kleve, där man föredrog det allvarsamma och dygdiga, och det engelska hovet, där en sofistikerad fransk smak rådde.  Då Holbein målade Annas porträtt hade han klagat på just de tyska "monstruösa" klädedräkterna, eftersom de gjorde det omöjligt att bedöma "vare sig ansikte eller figur".  Vid sin ankomst till England bar Anna tysk klädedräkt, men skulle efterhand byta ut den mot engelsk, och det finns uppgifter som tyder på att hon längre fram inte alls uppfattades som oattraktiv. Anna själv skulle flera år senare säga att hon var betydligt vackrare än Henriks sista maka Katarina Parr, och hon blev då inte emotsagd.
Händelsen kvarstår som förvirrande, och det finns ingen förklaring till varför Annas utseende inte levde upp till Henriks förväntningar. Holbein, de som träffade henne i Calais, diplomater, med flera, misstänktes av kungen för bedrägerier eller felaktiga förfaranden. Deras första möte torde ha medverkat till att Henriks antipati mot henne. Hon hade enligt flera vittnen demonstrerat bristande intresse för honom medan han var förklädd och innan hon visste vem han var, något som tydligt visade att hon inte fann honom personligen attraktiv, något som kan ha förvånat och stött bort Henrik. Ytterligare en förklaring ligger i att hennes sätt kunde få henne att framstå som oattraktiv även om hennes utseende nyktert sett inte var det.  Anna av Kleve hade blivit uppfostrad till att vara allvarlig, dygdig och reserverad. Hon saknade de sofistikerade sällskapstalanger som uppskattades av Henrik VIII vid hans franskt influerade hov, och hennes utseende, som i sig var "medelgott", verkade mindre tilldragande på grund av hennes allvarsamma och tillknäppta sätt och otympliga klädedräkt. 
Historikern Antonia Fraser argumenterar i Henrik VIII:s sex hustrur för att det kanske bara var så att det omåttliga begär som väckts hos Henrik VIII efter den långa väntan inte uppfylldes av hennes utseende, och att hon inte väckte "den minsta erotiska spänning hos honom"; att "klyftan mellan förväntan och uppfyllelse hade visat sig oöverstiglig".

## Bröllopet och bröllopsnatten
Bröllopet ägde ändå rum den 6 januari 1540 i Greenwich, på samma ställe som Henrik VIII gifte sig med Jane Seymour. Vittnen säger att det var "en vacker syn att skåda" och Anna var klädd i en klänning av silvertyg med smycken och utslaget hår. Hon bar en krona med pärlor, ädelstenar och rosmarinkvistar, vilket skulle symbolisera äktenskaplig kärlek och trohet. Anna valde "Må Gud bevara mig" till sitt personliga valspråk som drottning. Äktenskapet fullbordades dock inte och efter bröllopsnatten anförtrodde kungen åt Cromwell att han "tyckte inte mycket om henne innan, men nu tycker jag ännu sämre om henne". ("I liked her before not well, but now I like her much worse.") Han menade att hon visst var "frisk och passelig" men "ingalunda var så fager som hon hade sagts vara". Hon var "ej som hon sagts vara utan hade bröst så slappa och andra delar av kroppen i ett sådant skick att han något ifrågasatte hennes jungfrudom"; "han skulle aldrig i hennes närvaro kunna eggas och styras av att känna henne köttsligen".
Kungen, som var bestört, såg liten chans att komma ur situationen. Trolovningen de futura mellan Anna och François de Lorraine hade aldrig blivit grundligt undersökt, och alla hade antagit att Anna var fri. Kleves sändebud "avfärdade det lättvindligt muntligen och sade att det hade skett medan de var minderåriga och därefter aldrig trätt i kraft". Vidimerade kopior av viktiga dokument utlovades av sändebuden inom tre månader den 5 januari, men sändebuden kunde inte göra detta. Det närmaste de kom var ett officiellt dokument den 26 februari som sade att den preliminära trolovningen var avskriven, men dispensen kanske aldrig skrevs.[B] Anna betygade dock att hon var fri att gifta sig den 5 januari 1540, och genom det stängde hon denna Henriks möjlighet. Henrik svarade genom att säga att "Man har inte handlat rätt mot mig.", han tvingades att "mot min vilja lägga oket på nacken", och sade precis före vigselceremonin till Cromwell att "Om det inte vore för att ställa världen och mitt rike till freds skulle jag inte göra det jag måste göra denna dag, för något i hela världen."

## Tid som drottning
Den 14 januari var Anna fortfarande oskuld, i februari likaså. Trots att de delade säng var och varannan natt "var hon alltjämt en lika ren mö som då hennes moder födde henne". Hans egen virilitet betvivlades ej; han försäkrade att han under perioden haft två ejakulationer i sömnen, utan det var på grund av hans misstanke om att hon inte var oskuld som han inte ville ha samlag med henne, enligt underrättelser till sir Thomas Heneage.  Att hon inte skulle vara oskuld var dock inte sannolikt med tanke på den stränga uppfostran hon hade fått, då hennes mor ska ha hållit henne under strikt uppsikt och till och med undanhållit för henne hur ett samlag gick till; utan det var förmodligen ett led i kungens strävan att bli av med sin hustru. Annas stränga uppväxt nära sin mor hade gjort att hon inte hade kunskap om det sexuella samlivet. Det var en ovanlig företeelse bland flickor under hennes samtid, då det sågs som en mors plikt att förbereda sin dotter inför bröllopsnatten. Denna okunnighet skyddade dock förmodligen Anna från att bli medveten om det förödmjukande problemet med äktenskapets fullbordan.
Annas hov var på 136 personer, vilket i storlek ungefär var jämstort med drottning Katarinas hov. De flesta var engelsmän, men några viktiga personer var tyskar; däribland kocken och doktorn. Bland hennes hovdamer fanns kungliga kvinnor som Frances Brandon och Margaret Douglas, och tidigare drottningars hovdamer, som Jane Boleyn och Katherine Edgcumbe.
Hon hade sex tärnor, och av dessa, var två ur familjen Howard. Den ena, en "söt och gladlynt liten flicka", hette Katarina Howard.
Den 14 februari genomfördes den sedvanliga processionsceremonin från Greenwich till Westminster. Under processionen hyllades drottningen av allmänheten, och tusen kanonskott avlossades från Towern. Processionen stannade dock inte vid Towern, som sedvanan bjöd, och det kan ha varit ett tecken på Henriks missnöje. Det var under den här tiden, när Henrik var missnöjd med sitt giftermål och den politiska kartan var extremt osäker och utrikespolitiken omväxlande, där religionen var splittrande, där reformvänliga kämpade mot reformatorer, och där ett stort antal personer avrättades, som han fick upp ögonen för Katarina Howard, som anställts vid hovet tidigare samma år. Hennes liv är höljt i dunkel; det finns inget porträtt av henne, utan allt utseende utgår från beskrivningar, och man vet inte när hon föddes. Man vet att hon var omkring trettio år yngre än Henrik. Till skillnad från Anna, som klädde sig enligt den tyska stilen, klädde sig den mycket kortväxta Katarina enligt det franska modet, vilket hade bättre möjlighet att attrahera Henrik.
Den 24 april tilldelades Katarina mark som konfiskerats av en brottsling. Hon fick därutöver 23 gåvor i maj, och det finns skäl att tro att de inledde ett förhållande under våren. Att man tror att de hade samlag beror på den förändring i uppträdande som kungen uppvisade mot Anna. Morgongåvan bekräftades av parlamentet i april, men vid påsken beklagade han fortfarande situationen, och efter pingst började saker och ting ske snabbt. Det fanns misstankar om att Katarina var gravid. Ambassadören Charles de Marillac menade att hon "redan var enceinte". Sitt sista ceremoniella framträdande som gemål gjorde Anna vid firandet av första maj, vilket som av en slump var exakt samma dag (dock inte samma år) som Anne Boleyn gjorde sitt sista framträdande.

## Annullering
Den 10 juni 1540 lät Henrik arrestera Thomas Cromwell, som lockat honom till äktenskapet; denne anklagades för högförräderi samt kätteri. Han fördes till Towern på Themsen, och väl där, försökte han be om nåd. Han försökte blidka Henrik genom att säga saker som att kungen mer hade varit "som en dyr fader ... än som en herre" för honom. Han dömdes till döden utan rättegång, och avrättades den 28 juli.
För Henrik fanns det två sätt som han kunde skiljas från Anna på. Det ena var Annas trolovning med François, vilket var ett gott, om än inte avgörande, argument. Det andra sättet var att påvisa att äktenskapet aldrig hade fullbordats. Enligt kyrkans regler rättfärdigade detta en annullering, men det var svårt att bevisa; de hade trots allt delat samma sovrum under en längre tid. Heinrich Bullinger menade att drottningens oskuld var högst otrolig: "Tro det den som vill! Alltsammans berodde på att kungens tillgivenhet förflyttats från drottningen till den där lilla Katarina Howard". Kombineringen av dessa två argument gjorde att han, "uppsvingad på sina moraliska höga hästar", lyckades ta sig ur situationen. Det var dock essentiellt för hela händelseförloppet att Anna om än inte samtyckte ändå gav sitt stöd, och att frågan löstes tillfredsställande, då nya fiender inte var vad Henrik önskade sig i situationen. Under tiden var Anna helt ovetandes om sitt öde. Hon började uppnå viss popularitet, och den franska ambassadören uttryckte, om än något överdrivet, att engelsmännen "värderade henne som en av de älskligaste, nådigaste och mänskligaste drottningar de hade haft". När Anna så transporterades från Greenwich till Richmond Palace den 24 juni trodde hon det förmodligen bara skulle bli en trevlig vistelse i ett trivsamt slott. Den 25 anlände dock en deputation som underrättade henne om att äktenskapet var ogiltigt.
Den 6 juli informerades hon om att äktenskapet hade upplösts, med hänvisning till att formell dispens aldrig utfärdats efter den avbrutna förlovningen med hertigen François de Lorraine. Anna accepterade annulleringen utan protester. Hon skall ha svarat kungen att hon "alltid böjer sig för Ers Majestäts vilja". Den 9 juli antog parlamentet ett beslut som sade att äktenskapet var ogiltigt. Redan tidigare hade dock parlamentet stipulerat en lag som sade att alla giftermål som ingåtts efter 1 juli 1540 var giltiga oavsett tidigare trolovningar. Henrik var mycket nöjd med Annas svar på upplösningen, och var generös tillbaka mot "dottern av Kleve". Hon fick ett stort årligt underhåll, 3 000 pund, och flera egendomar, bland annat Richmond Palace och Hever Castle, Anne Boleyns familjehem, på villkor att hon inte färdades över havet. Hon skulle behålla status som medlem i den kungliga familjen som "kungens käraste syster". Kungen tillkännagav att hon skulle betraktas som rikets fjärde dam: enbart en ny drottning och kungens två dåvarade och eventuella framtida döttrar skulle stå över henne i rang.
Anna pressades att själv underrätta Vilhelm V av Kleve om omständigheterna i en till kungen fördelaktig ton, och hon skulle översätta ett brev författat av Henrik där hon underkastade sig kungens vilja. Den 16 juli skrev Anna till kungen och lovade att "vara Ers Majestäts ödmjukaste syster och tjänarinna", samt "Jag är förvissad om att Gud är nöjd med vad som har skett och vet mig ej ha lidit någon orätt eller skada. Min kropp är bevarad i den orördhet som jag förde in i detta rike." Henrik hade hon, även om hon inte "rätteligen kunde få honom till make", funnit vara "en god, kärleksfull och vänlig fader och broder och han har uppträtt hedervärt mot mig och med lika stor humanitet och frikostighet som du, jag själv eller någon av våra fränder eller bundsförvanter kunde önska". 
Hon bad Vilhelm att vänskapen till England skulle fortgå, men antydde i slutet av brevet att "det enda jag ber dig är att du så handlar i detta ärende att jag inte råkar värre ut, vilket jag innerligen hoppas att du tar hänsyn till." Ett sändebud försäkrade Henrik om att det inte skulle bli någon brytning, även om hertigen av Kleve var missnöjd. Vilhelm ville ha tillbaka Anna till "sitt eget land... ty människorna här skulle med glädje ta emot henne och missunna England varje stund hon stannade där", men fick till svar att Anna stannade i England av egen fri vilja.
I och med det upphörde äktenskapet formellt. Annulleringen gav upphov till en hel del häpnad i övriga Europa. Exempelvis skall Frans I, när Henrik VIII:s drottning kom på tal, ha frågat "den drottning han har nu?", och därefter suckat djupt. En del rykten och glåpord spreds i England, och Karl V insåg att det nu skulle bli lättare att konfrontera Kleve. Detta hindrade dock inte på något sätt förberedelserna för Henriks femte giftermål, som skulle ingås för att Henrik skulle få fler potentiella arvingar, och som ägde rum redan den 28 juli, samma dag som Cromwell avrättades.

## Senare liv och död
Anna av Kleve kunde efter skilsmässan föra en behaglig tillvaro på inkomsterna från de gods hon tilldelats.  Medan Kleves sändebud beskrivs som förtvivlade över upplösningen av äktenskapet ska Anna själv ha funnit sig tillrätta i sin nya privilegierade tillvaro. Vittnen beskrivs henne som "gladlynt" och "munter" och observerade att hon tog sig "allt nöje hon kunde i klädernas och tidsfördrivens mångfald" och njöt av mode, läcker mat, vin och alla sorters lyx. Hon ska sedan hon lärt sig språket bättre ha blivit omtyckt i England, och hennes relation till sina förra styvbarn, särskilt Maria och Elisabet, beskrivs som god.  Henrik VIII ska ha varit belåten med hennes medgörlighet och därför behandlat henne med välvilja och ofta bjudit henne till hovet, medan Anna var noga med att alltid visa ödmjuk underkastelse gentemot honom: bland annat gav hon honom påkostade gåvor vid sina besök vid hovet. Hon kom väl överens med sin ersättare som drottning, Katarina Howard, och det nämns hur Anna och Katarina dansade glatt med varandra vid hovet julen 1540, sedan kungen hade dragit sig tillbaka för natten.
Efter Katarina Howards avrättning 1542 utsattes Henrik för en press att ta tillbaka Anna av Kleve som hustru, och hennes brors sändebud Olisleger utövade press i denna fråga. Henrik vägrade att ta tillbaka Anna av Kleve, och gifte sig istället 1543 med Katarina Parr. 
Anna av Kleve stod inte lika nära Katarina Parr som hon hade stått Katarina Howard. Hon anmärkte vid giftermålet att kungen var så tjock att "tre av de största karlar som gick att hitta skulle få plats innanför hans doublet (skjorta)", och att "Madam Parr tar på sig en stor börda".  
Vid denna tid ansågs Anna av Kleve vara en skönhet: hon kommenterade att den nya drottningen "inte var hälften så vacker" som hon själv, och det tycks ha varit en åsikt som delades av många.  Anna omgavs under dessa år vid flera tillfällen av rykten om att hon hade fött barn i hemlighet, barn som ibland pekades ut som kungens; 1543 var ett sådant tillfälle. Det finns ingenting som tyder på att detta var sant. Chapuys bedömde att det mycket väl kunde vara så att hon "umgicks med män", men att hon gjorde det enbart för att hon tyckte om att dricka vin. Under Katarina Parrs år som drottning besökte hon ofta hovet och deltog i hovlivet, något som ofta ledde till spekulationer om henne och hennes märkliga ställning som "kungens syster". Så sent som 1546 uppkom ännu ett nytt rykte om att hon hade fött kungens barn i hemlighet.
När Henrik dog 1547 konfiskerades Bletchingley Manor och Richmond Palace, och istället fick hon egendomarna Penshurst Place och Dartford Priory i Kent. Av hennes kvarlämnade brev att döma föredrog Anna att tillbringa merparten av sin tid på Hever Castle. Den kvarlämnade dokumentation som finns om hennes liv efter Henriks död handlar främst om hennes förfrågningar om mer pengar och hennes ansvar för sin personal. 
I ett försök att utöka sin inkomst begärde hon att hennes äktenskap skulle ses som legitimt i efterhand och att hon därmed tillerkännas en änkedrottnings inkomst, ett krav som tillbakavisades. Tidvis uttryckte hon en önskan om att återvända till Kleve, en önskan hon dock aldrig fullföljde: hon gjorde försök att omförhandla villkoret som sade att hennes underhåll skulle dras in om hon lämnade England, men utan framgång. 
När Maria I år 1553 red genom London under sin kröning som nybliven drottning av England var Anna där som en av de prominenta gästerna. I egenskap av Englands tredje dam i rang deltog hon i processionen i den vagn som kom direkt efter drottningen, där hon satt mittemot prinsessan Elisabet; i kröningen, där hon följde direkt efter Maria I och Elisabet och före de adliga kvinnorna, och i banketten efter kröningen.  Det var det sista offentliga framträdande hon gjorde, och under Marias regeringstid tillbringade hon sin tid på de lantegendomar som hon hade fått efter skilsmässan. 
Efter Wyatt's rebellion i januari 1554 innebar hennes vänskap med prinsessan Elisabet att Maria I misstänkte Anna av Kleve för att ha sympatiserat med upproret och i vilket fall som helst för stå på Elisabets sida, och gav henne inte längre några inbjudningar till hovet. 
Under Marias regeringstid förbjöds protestantismen och Anna övergick precis som prinsessan Elisabet på drottning Marias önskan officiellt till katolicismen. 
Hon stannade i England återstoden av sitt liv, det vill säga till den 16 juli 1557 då hon, efter en längre tids sjukdom, avled på Chelsea Manor några veckor innan hon skulle ha fyllt 42 år.  Hon blev därmed den av Henriks hustrur som dog sist, även om Katarina av Aragonien uppnådde en högre ålder. Anna av Kleve är den enda av Henrik VIII:s hustrur som ligger begravd i Westminster Abbey.

## Eftermäle
Till giftermålet mellan Henrik och Anna eftersökte Cromwell musiker till hovet, och Jeronimo Bassanos sex söner anlände från Venedig. De var judar (av betydelse då de därigenom rimligen inte kunde vara påvliga spioner), och anses ha varit de som förde violinen till England. Man har sagt att det enda positiva resultatet av Annas och Henriks äktenskap var just att violinen nådde England.
I Philippa Gregorys roman The Boleyn Inheritence har Anna av Kleve en framträdande roll, då romanen utspelar sig omväxlande ur hennes, Katarina Howards och Jane Boleyns synvinkel.
Margaret Campbell Barnes beskriver i sin My Lady of Cleves hur Annas liv kan ha varit under tidsperioden mellan att Holbein målade hennes porträtt och Henrik VIII:s död.
Joss Stone spelade Anna i den tredje säsongen av TV-serien The Tudors.

## Anfäder
|               |  |  |  |  |  |  |  |                      |  |  |  |  |  |  |  |                           |  |  |  |  |  |  |  | Johan I av Kleve               |  |  |  |  |  |  |  |                          |
|               |  |  |  |  |  |  |  |                      |  |  |  |  |  |  |  |                           |  |  |  |  |  |  |  |                                |  |  |  |  |  |  |  |                          |
|               |  |  |  |  |  |  |  |                      |  |  |  |  |  |  |  | Johan II av Kleve         |  |  |  |  |  |  |  |                                |  |  |  |  |  |  |  |                          |
|               |  |  |  |  |  |  |  |                      |  |  |  |  |  |  |  |                           |  |  |  |  |  |  |  |                                |  |  |  |  |  |  |  |                          |
|               |  |  |  |  |  |  |  |                      |  |  |  |  |  |  |  |                           |  |  |  |  |  |  |  | Elisabet av Nevers             |  |  |  |  |  |  |  |                          |
|               |  |  |  |  |  |  |  |                      |  |  |  |  |  |  |  |                           |  |  |  |  |  |  |  |                                |  |  |  |  |  |  |  |                          |
|               |  |  |  |  |  |  |  | Johan III av Kleve   |  |  |  |  |  |  |  |                           |  |  |  |  |  |  |  |                                |  |  |  |  |  |  |  |                          |
|               |  |  |  |  |  |  |  |                      |  |  |  |  |  |  |  |                           |  |  |  |  |  |  |  |                                |  |  |  |  |  |  |  |                          |
|               |  |  |  |  |  |  |  |                      |  |  |  |  |  |  |  |                           |  |  |  |  |  |  |  | Henrik III av Hessen           |  |  |  |  |  |  |  |                          |
|               |  |  |  |  |  |  |  |                      |  |  |  |  |  |  |  |                           |  |  |  |  |  |  |  |                                |  |  |  |  |  |  |  |                          |
|               |  |  |  |  |  |  |  |                      |  |  |  |  |  |  |  | Matilda av Hessen         |  |  |  |  |  |  |  |                                |  |  |  |  |  |  |  |                          |
|               |  |  |  |  |  |  |  |                      |  |  |  |  |  |  |  |                           |  |  |  |  |  |  |  |                                |  |  |  |  |  |  |  |                          |
|               |  |  |  |  |  |  |  |                      |  |  |  |  |  |  |  |                           |  |  |  |  |  |  |  | Anna av Katzenelnbogen         |  |  |  |  |  |  |  |                          |
|               |  |  |  |  |  |  |  |                      |  |  |  |  |  |  |  |                           |  |  |  |  |  |  |  |                                |  |  |  |  |  |  |  |                          |
| Anna av Kleve |  |  |  |  |  |  |  |                      |  |  |  |  |  |  |  |                           |  |  |  |  |  |  |  |                                |  |  |  |  |  |  |  |                          |
|               |  |  |  |  |  |  |  |                      |  |  |  |  |  |  |  |                           |  |  |  |  |  |  |  | Gerhard VII av Jülich-Berg     |  |  |  |  |  |  |  |                          |
|               |  |  |  |  |  |  |  |                      |  |  |  |  |  |  |  |                           |  |  |  |  |  |  |  |                                |  |  |  |  |  |  |  |                          |
|               |  |  |  |  |  |  |  |                      |  |  |  |  |  |  |  | Vilhelm IV av Jülich-Berg |  |  |  |  |  |  |  |                                |  |  |  |  |  |  |  |                          |
|               |  |  |  |  |  |  |  |                      |  |  |  |  |  |  |  |                           |  |  |  |  |  |  |  |                                |  |  |  |  |  |  |  |                          |
|               |  |  |  |  |  |  |  |                      |  |  |  |  |  |  |  |                           |  |  |  |  |  |  |  | Sofia av Sachsen-Lauenburg     |  |  |  |  |  |  |  |                          |
|               |  |  |  |  |  |  |  |                      |  |  |  |  |  |  |  |                           |  |  |  |  |  |  |  |                                |  |  |  |  |  |  |  |                          |
|               |  |  |  |  |  |  |  | Maria av Jülich-Berg |  |  |  |  |  |  |  |                           |  |  |  |  |  |  |  |                                |  |  |  |  |  |  |  |                          |
|               |  |  |  |  |  |  |  |                      |  |  |  |  |  |  |  |                           |  |  |  |  |  |  |  |                                |  |  |  |  |  |  |  |                          |
|               |  |  |  |  |  |  |  |                      |  |  |  |  |  |  |  |                           |  |  |  |  |  |  |  |                                |  |  |  |  |  |  |  | Fredrik I av Brandenburg |
|               |  |  |  |  |  |  |  |                      |  |  |  |  |  |  |  |                           |  |  |  |  |  |  |  |                                |  |  |  |  |  |  |  |                          |
|               |  |  |  |  |  |  |  |                      |  |  |  |  |  |  |  |                           |  |  |  |  |  |  |  | Albrekt Akilles av Brandenburg |  |  |  |  |  |  |  |                          |
|               |  |  |  |  |  |  |  |                      |  |  |  |  |  |  |  |                           |  |  |  |  |  |  |  |                                |  |  |  |  |  |  |  |                          |
|               |  |  |  |  |  |  |  |                      |  |  |  |  |  |  |  |                           |  |  |  |  |  |  |  |                                |  |  |  |  |  |  |  | Elisabet av Bayern       |
|               |  |  |  |  |  |  |  |                      |  |  |  |  |  |  |  |                           |  |  |  |  |  |  |  |                                |  |  |  |  |  |  |  |                          |
|               |  |  |  |  |  |  |  |                      |  |  |  |  |  |  |  | Sibylla av Brandenburg    |  |  |  |  |  |  |  |                                |  |  |  |  |  |  |  |                          |
|               |  |  |  |  |  |  |  |                      |  |  |  |  |  |  |  |                           |  |  |  |  |  |  |  |                                |  |  |  |  |  |  |  |                          |
|               |  |  |  |  |  |  |  |                      |  |  |  |  |  |  |  |                           |  |  |  |  |  |  |  | Anna av Sachsen                |  |  |  |  |  |  |  |                          |
|               |  |  |  |  |  |  |  |                      |  |  |  |  |  |  |  |                           |  |  |  |  |  |  |  |                                |  |  |  |  |  |  |  |                          |

### Fotnoter
1. 1 2 3 4 5  Fraser 1995, s. 320–321.
2. ↑  Fraser 1992, s. 298.
3. ↑  Fraser 1995, s. 317.
4. 1 2  Fraser 1995, s. 307.
5. ↑  Warnicke 2000, s. 8.
6. 1 2  Warnicke 2000, s. 1.
7. ↑  Warnicke 2000, s. 17.
8. ↑  Fraser 1995, s. 308–312, 316.
9. ↑  Fraser 1992, s. 306.
10. ↑  Fraser 1995, s. 318–319.
11. 1 2  Fraser 1995, s. 322.
12. ↑  Fraser 1995, s. 323.
13. 1 2  Fraser 1995, s. 324–325.
14. 1 2  "de corps haute et gresle, de beaulté moyenne et de contenance fort asseurée et résolue." Schofield 2008, s. 240.
15. 1 2  Fraser 1995, s. 326.
16. ↑  Schofield 2008, s. 239.
17. 1 2 3 4 5  Fraser, Antonia (1995) (på svenska), Henrik VIII:s sex hustrur, Forum, ISBN 91-37-10713-5
18. ↑  Fraser 1995, s. 327.
19. ↑  Fraser 1995, s. 328.
20. 1 2  Fraser 1995, s. 329.
21. ↑  Schofield 2008, s. 240.
22. 1 2 3  Fraser 1995, s. 330.
23. 1 2 3  Fraser 1995, s. 332.
24. ↑  Fraser 1995, s. 331.
25. 1 2  Fraser 1995, s. 333.
26. 1 2 3  Fraser 1995, s. 334.
27. ↑  Fraser 1995, s. 335–337.
28. 1 2 3 4  Fraser 1995, s. 344–346.
29. 1 2 3  Fraser 1995, s. 351.
30. 1 2 3  Fraser 1995, s. 347.
31. 1 2  Fraser 1995, s. 348–349.
32. 1 2  Fraser 1995, s. 350.
33. 1 2 3  Fraser, Antonia (1995) (på svenska), Henrik VIII:s sex hustrur, Forum, ISBN 91-37-10713-5. s. 394
34. ↑  Fraser, Antonia (1995) (på svenska), Henrik VIII:s sex hustrur, Forum, ISBN 91-37-10713-5. s. 382
35. ↑  Fraser, Antonia (1995) (på svenska), Henrik VIII:s sex hustrur, Forum, ISBN 91-37-10713-5. s.
36. ↑  Waller, Maureen (2006). Sovereign Ladies: The Six Reigning Queens of England. London: John Murray. ISBN 978-0-7195-6628-8.
37. ↑  Strickland, Agnes (1842). Lives of the queens of England, from the Norman conquest: with anecdotes of their courts, now first published from official records and other authentic documents, private as well as public. Lea & Blanchard. sid. 362. http://books.google.se/books?id=HKIuAAAAMAAJ&pg=PA362&dq=Anne+of+Cleves+last+living+queen&hl=sv&ei=oMt_TeSOApHGswapm5H-Bg&sa=X&oi=book_result&ct=result&resnum=1&ved=0CDcQ6AEwAA#v=onepage&q=Anne%20of%20Cleves%20last%20living%20queen&f=false
38. ↑  Diana Maury Robin, Anne R. Larsen, Carole Levin (2007). Encyclopedia of women in the Renaissance: Italy, France, and England. ABC-CLIO. sid. 21. ISBN 9781851097722. http://books.google.se/books?id=OQ8mdTjxungC&pg=PA21&dq=Anne+of+Cleves+died+16+July+1557&hl=sv&ei=Ucp_Tf3aK83JswbfrPj8Bg&sa=X&oi=book_result&ct=result&resnum=1&sqi=2&ved=0CCkQ6AEwAA#v=onepage&q=Anne%20of%20Cleves%20died%2016%20July%201557&f=false